# 維盧約漢科烏馬山
15°49′52″S 68°28′12″W / 15.83111°S 68.47000°W
維盧約漢科烏馬山（Wiluyu Janq'u Uma），是玻利維亞的山峰，位於該國西部拉巴斯省的拉雷卡哈省，處於亞普查尼亞尼山西北面、烏馬哈蘭塔山東北面和伊良普山東面，屬於安第斯山脈中玻利維亞瑞阿爾山脈的一部分，海拔高度5,540米。